# 愛の亡霊
『愛の亡霊』（あいのぼうれい、仏題：L'Empire de la passion）は、1978年に公開された日仏合作映画である。大島渚監督作品。

## 概要
フランスのアルゴス・フィルム社と日本の大島渚プロダクションの合作映画で、前作『愛のコリーダ』に引き続きフランスのプロデューサーのアナトール・ドーマンが製作し、大島渚がメガホンをとった。スタッフは製作代表：若槻繁、撮影：宮島義勇、音楽：武満徹、美術：戸田重昌、編集：浦岡敬一といったように、小林正樹の映画『怪談』と同じ顔ぶれとなっている。
原作は中村糸子の小説『車屋儀三郎事件』であり、前作の『愛のコリーダ』同様、性をテーマに描いている。日本では東宝東和の配給で公開された。
第2回日本アカデミー賞最優秀音楽賞受賞。
第51回アカデミー賞外国語映画部門に出品されたが、候補から漏れた。しかし、大島渚は第31回カンヌ国際映画祭で監督賞を受賞した。

## スタッフ
- 監督・脚本：大島渚
- 製作：アナトール・ドーマン
- 製作代表：アナトール・ドーマン、若槻繁
- 製作協力：若松孝二
- 原作：中村糸子
- 撮影：宮島義勇
- 音楽：武満徹
- 美術：戸田重昌
- 照明：岡本健一
- 編集：浦岡敬一

## キャスト
- 塚田儀三郎：田村高廣
- 塚田せき：吉行和子
- 田中豊次：藤竜也
- 堀田重五郎：川谷拓三
- 西の家のお内儀：小山明子
- ツン東：殿山泰司
- 西の家の若旦那：河原崎建三
- おだめ / 語り：佐々木すみ江
- 倉造：山本麟一
- 山の店の親父：北村英三
- 西の家の花嫁：伊佐山ひろ子
- 田中伝三：杉浦孝昭
- 西の家の手伝いの女房：新屋英子
- 西の家の婚礼の客：佐藤慶

## エピソード
吉行和子の周囲は、40歳を過ぎてのハードコア作品への出演に対して猛反対した。